# U Thant
U Thant (burmesiska: ဦးသန္), född 22 januari 1909 i Pantanaw i Burma, död 25 november 1974 i New York i USA, var Förenta nationernas generalsekreterare 1961–1971. Han var Burmas FN-delegat 1957–1961.
U är inte ett namn eller en initial utan ett artighetsprefix, liknande ”herr”. Hans enda egentliga namn var enbart Thant, men han kallades i Burma ofta för Pantanaw U Thant, efter hemstaden Pantanaw, och, efter att 1961 ha tilldelats Pyidaungsu Sithu Thingaha-orden av tredje graden, också med hederstiteln Maha Thray Sithu.
Som FN:s generalsekreterare var han behjälplig att lösa krisen mellan USA och Sovjetunionen när Sovjet installerade missiler på Kuba och han fattade ett kontroversiellt beslut att dra tillbaka FN:s fredsbevarande styrkor från gränsen mellan Egypten och Israel 1967.